# Fiumi del Sudafrica
Questa lista elenca i principali fiumi del Sudafrica.
- Auob
- Brak
- Buffels
- Caledon
- Crocodile River (Mpumalanga)
- Crocodile River (West)
- Doring
- Fish River
- Gourits
- Groot
- Groot Letaba
- Hartbees
- Harts
- Kariega
- Kei
- Komati
- Kuruman
- Limpopo
- Mogaiakwena
- Molopo
- Moshaweng
- Nossob

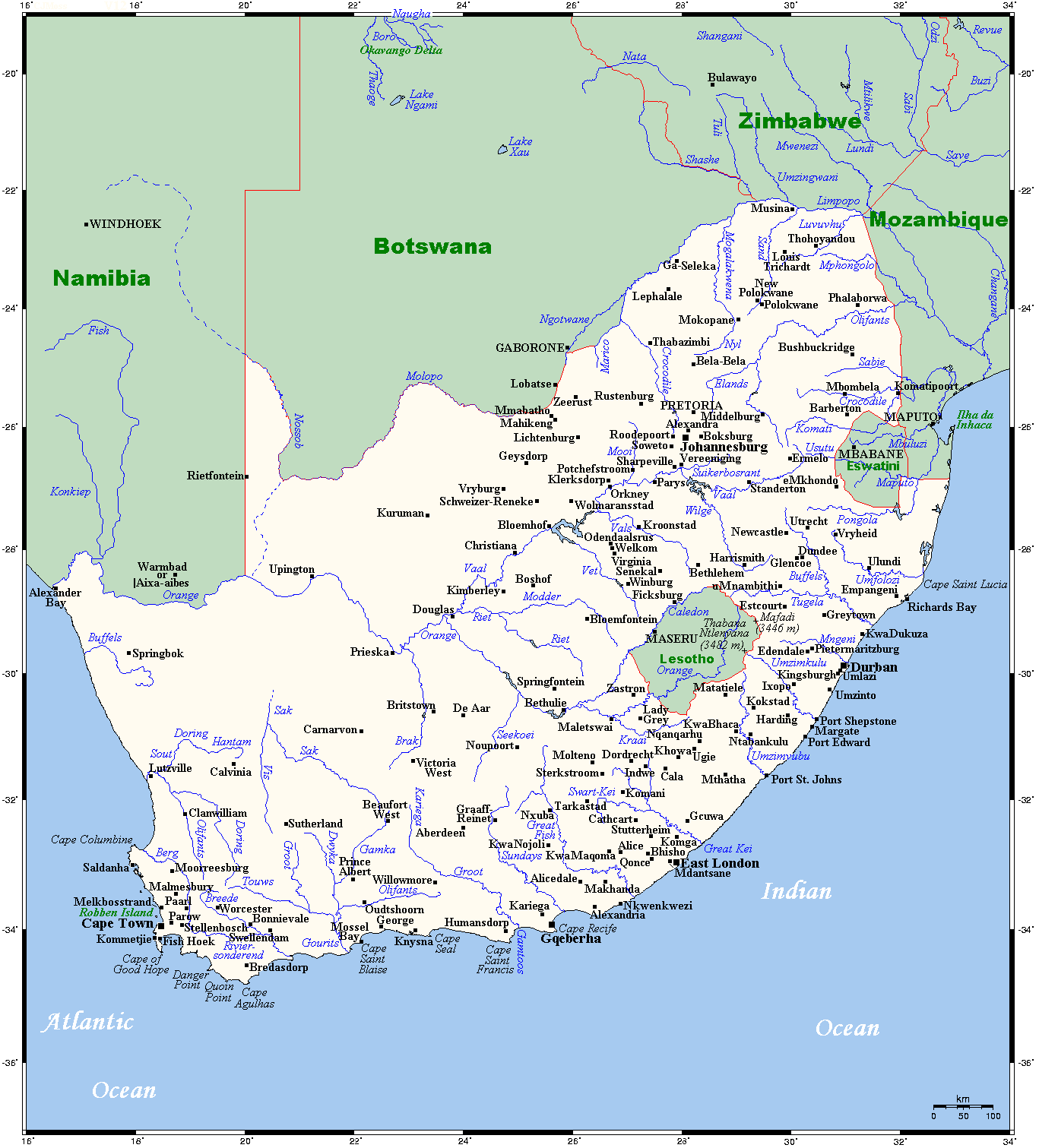

- Olifants River, che sfocia nell'Oceano Atlantico, vicino a Papendorp
- Olifants River (Lepelle), affluente del Limpopo
- Olifants, affluente del Gourits
- Orange
- Pongolo
- Renoster
- Riet
- Sak
- Sand
- Sout
- Tugela
- Vaal

## Caratteristiche dei fiumi del Sudafrica
Quasi tutti i fiumi del Sudafrica hanno una portata d'acqua molto variabile; il fiume con maggior portata risulta l'Orange, mentre quello con più scarsa portata risulta il Nossob-Molopo.
Tuttavia, in caso di precipitazioni straordinarie (specie nelle stagioni delle piogge) possono gonfiarsi rapidamente ed esondare, allagando anche per svariati chilometri. Un esempio di ciò è il fiume Limpopo, che nella stagione secca rimane privo di acqua per mesi, mentre nella stagione piovosa esonda provocando molto spesso diverse vittime.